# Тейе-Аржанти
Тейе́-Аржанти́ (фр. Teillet-Argenty) — коммуна во Франции, находится в регионе Овернь. Департамент коммуны — Алье. Входит в состав кантона Южный Монлюсон. Округ коммуны — Монлюсон.
Код INSEE коммуны — 03279.

## Население
Население коммуны на 2008 год составляло 517 человек.
| 1962 | 1968 | 1975 | 1982 | 1990 | 1999 | 2008 |
| ---- | ---- | ---- | ---- | ---- | ---- | ---- |
| 520  | 528  | 458  | 448  | 474  | 472  | 517  |

## Экономика
В 2007 году среди 331 человек в трудоспособном возрасте (15—64 лет) 254 были экономически активными, 77 — неактивными (показатель активности — 76,7 %, в 1999 году было 68,6 %). Из 254 активных работали 226 человек (128 мужчин и 98 женщин), безработных было 28 (13 мужчин и 15 женщин). Среди 77 неактивных 20 человек были учениками или студентами, 29 — пенсионерами, 28 были неактивными по другим причинам.

## Достопримечательности
- Бывшая церковь Аржанти (XII век)
- Плотина Пра (XIX век)
- Бывшая часовня Пра (XII век)
- Церковь Сен-Морис (XIX век)